# 김영미 (정치인)
김영미(金英美, 1966년 1월 14일 ~ )은 대한민국의 제6대 전라북도 김제시의원이었다.

## 학력
- 전주여자고등학교 부설 방송통신고등학교 졸업

## 경력
- 김제지평선대학 3기 수료
- 김제시 여성농민회 교육부장
- 전국 여성농민회 전라북도 연합정치 위원
- 김제중학교 운영위원
- 대검산 마을 통장
- 전라북도 여성농민회연합 사무처장
- 전라북도 여성농민회연합 정책실장
- 농업 농촌발전 협의회 위원
- 민주노동당 전북도당 김제시 위원회 여성위원장
- 2010.07 ~ 2014.06 제6대 전라북도 김제시의회 의원
- 2010.07 ~ 2012.07 제6대 전라북도 김제시의회 전반기 경제개발위원회 부위원장
- 2010.07 ~ 2012.07 제6대 전라북도 김제시의회 전반기 예산결산특별위원회 위원
- 2012.07 ~ 2014.06 제6대 전라북도 김제시의회 후반기 경제개발위원회 위원
- 2012.07 ~ 2014.06 제6대 전라북도 김제시의회 후반기 운영위원회 부위원장
- 2012.07 ~ 2014.06 제6대 전라북도 김제시의회 후반기 예산결산특별위원회 위원
- 통합진보당 전북도당 김제시 위원회 여성위원장

## 역대 선거 결과
|  | 17.60% |

|  | 15.68% |

|  | 9.51% |